# Campeonato Japonês de Fórmula 4
O Campeonato Japonês de Fórmula 4 (japonês:ＦＩＡ－フォーミュラ４ 地方選手権, FIA F4 Chihou Senshuken)  é uma categoria de fórmula baseada e disputada no Japão desde 2015, disputada nos regulamentos da Fórmula 4.

## História
A Fórmula 4 Japonesa foi anunciada em 2014, substituindo a Fórmula Challenge Japan (FCJ), com a GT Association como chanceladora e o ex-piloto Naoki Hattori como líder do projeto. Desde 2015, a categoria corre como apoio á Super GT em todas as suas etapas (exceto as disputadas no exterior).

## Carro

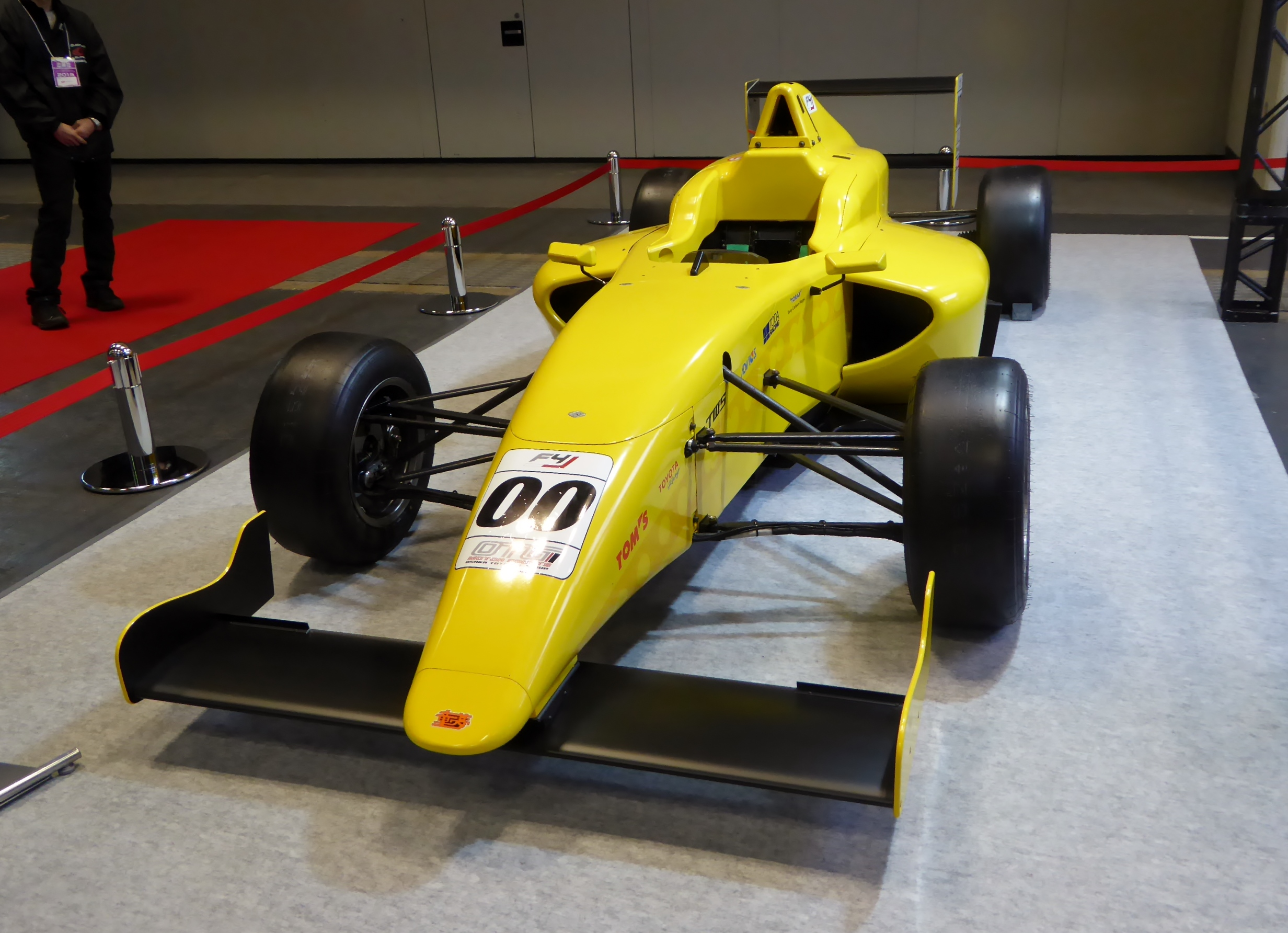
A Fórmula 4 Japonesa utilizou o Dome F110 de 2015 a 2023

A Fórmula 4 Japonesa, sendo uma categoria monomarca, utiliza somente um modelo de carro. Inicialmente, era usado o F110, produzido pela japonesa Dome, sendo um monocoque em fibra de carbono. O F110 foi desenvolvido em conjunto com a Associação Japonesa de Industria Automobilistica (JMIA). Em 2024, a categoria adotou o MCS4-24, produzido pela Toray Carbon Magic, também sendo um monocoque em fibra de carbono, mas com melhoras na segurança, como a adoção do halo.
Ambos os carros são propulsados por um motor TOM'S-Toyota TZR42 2.0L 4-cil, gerando 162 cv (119 kW) em sua primeira iteração, subindo para 182 cv (133 kW) com o novo carro. O motor é acoplado a uma transmissão Toda Racing, semiautomática de seis velocidades e o carro calça pneus Dunlop.

## Formato da Competição
O campeonato conta com sete etapas, com cada uma contando com duas baterias, totalizando 14 corridas por ano. Cada etapa conta com duas sessões de treinos livres, uma na quinta-feira e outra na sexta-feira, cada uma com 90 minutos. No sábado, é feita uma sessão de qualificações de 20 a 30 minutos, definindo o grid de ambas as baterias, com o melhor tempo formando o grid da primeira e o segundo melhor tempo formando o grid da bateria subsequente. A primeira bateria é disputada no sábado, com a segunda bateria disputada durante o domingo, cada uma durando 30 minutos.
Durante o ano de 2020, devido a pandemia de COVID-19, foram disputadas somente três etapas, com cada uma contando com três baterias, totalizando 12 corridas durante a temporada, todas disputadas da quinta etapa da Super GT em diante. Durante essa temporada, a primeira e segunda bateria seriam disputadas durante o sábado, com a terceira bateria sendo disputada durante o domingo, com o grid dessa última bateria definido pelas voltas mais rápidas da primeira bateria.

### Copa Independente
Em 2018, foi estabelecida a Copa Independente na Fórmula 4 Japonesa, com a intenção de agraciar pilotos femininas e pilotos acima de 40 anos que disputam a categoria.

### Sistema de Pontuação
| Posição | 1ª | 2ª | 3ª | 4ª | 5ª | 6ª | 7ª | 8ª | 9ª | 10ª |
| Pontos  | 20 | 15 | 12 | 10 | 8  | 6  | 4  | 3  | 2  | 1   |

## Campeões

### Pilotos
| Ano  | Piloto           | Equipe                      | Poles | Vitórias | Pódios | Volta Mais Rápida | Pontos | Conquistado      | Margem |
| ---- | ---------------- | --------------------------- | ----- | -------- | ------ | ----------------- | ------ | ---------------- | ------ |
| 2015 | Sho Tsuboi       | TOM'S Spirit                | 4     | 7        | 10     | 4                 | 195    | Corrida 14 de 14 | 3      |
| 2016 | Ritomo Miyata    | TOM'S Spirit                | 2     | 2        | 5      | 3                 | 142    | Corrida 14 de 14 | 4      |
| 2017 | Ritomo Miyata    | TOM'S Spirit                | 5     | 4        | 11     | 6                 | 231    | Corrida 14 de 14 | 7      |
| 2018 | Yuki Tsunoda     | Honda Formula Dream Project | 8     | 7        | 11     | 4                 | 245    | Corrida 14 de 14 | 14     |
| 2019 | Ren Sato         | Honda Formula Dream Project | 8     | 11       | 13     | 5                 | 311    | Corrida 10 de 14 | 164    |
| 2020 | Hibiki Taira     | TGR-DC Racing School        | 7     | 10       | 12     | 4                 | 270.5  | Corrida 10 de 12 | 90     |
| 2021 | Seita Nonaka     | TGR-DC Racing School        | 1     | 6        | 8      | 5                 | 217    | Corrida 14 de 14 | 4      |
| 2022 | Syun Koide       | Honda Formula Dream Project | 8     | 9        | 12     | 6                 | 279    | Corrida 14 de 14 | 33     |
| 2023 | Rikuto Kobayashi | TGR-DC Racing School        | 5     | 5        | 9      | 4                 | 221    | Corrida 14 de 14 | 12     |
| 2024 | Yuto Nomura      | HFDP with B-Max Racing Team | 3     | 7        | 10     | 4                 | 236    | Corrida 13 de 14 | 69     |

### Equipes
| Ano  | Equipe                      | Poles | Vitórias | Pódios | Volta Mais Rápida | Pontos | Margem | Campeão Independente |
| ---- | --------------------------- | ----- | -------- | ------ | ----------------- | ------ | ------ | -------------------- |
| 2015 | TOM'S Spirit                | 4     | 7        | 10     | 4                 | 225    | 9      |                      |
| 2016 | Honda Formula Dream Project | 1     | 2        | 12     | 3                 | 203    | 21     |                      |
| 2017 | Honda Formula Dream Project | 9     | 11       | 26     | 6                 | 314    | 83     |                      |
| 2018 | Honda Formula Dream Project | 12    | 10       | 23     | 7                 | 316    | 106    |                      |
| 2019 | Honda Formula Dream Project | 14    | 14       | 25     | 14                | 350    | 213    |                      |
| 2020 | TGR-DC Racing School        | 7     | 10       | 17     | 4                 | 273.5  | 93     |                      |
| 2021 | TGR-DC Racing School        | 3     | 8        | 17     | 10                | 285    | 25     |                      |
| 2022 | Honda Formula Dream Project | 10    | 12       | 23     | 7                 | 336    | 111    |                      |
| 2023 | TGR-DC Racing School        | 6     | 8        | 22     | 5                 | 290    | 58     |                      |
| 2024 | HFDP with B-Max Racing Team | 9     | 8        | 18     | 8                 | 260    | 80     | B-Max Racing Team    |

### Copa Independente
| Ano  | Pilotos          | Equipe            | Vitórias (Indep) | Pódios (Indep) | Pontos (Indep) | Margem |
| ---- | ---------------- | ----------------- | ---------------- | -------------- | -------------- | ------ |
| 2018 | Masayuki Ueda    | Rn-sports         | 2                | 10             | 207            | 6      |
| 2019 | Sergeyevich Sato | Field Motorsport  | 5                | 11             | 241            | 59     |
| 2020 | Sergeyevich Sato | Field Motorsport  | 6                | 10             | 225            | 27.5   |
| 2021 | "Hirobon"        | Rn-sports         | 4                | 11             | 238            | 15     |
| 2022 | Yutaka Toriba    | Helm Motorsports  | 10               | 12             | 306            | 104    |
| 2023 | Makoto Fujiwara  | B-Max Racing Team | 3                | 5              | 191            | 12     |
| 2024 | "Dragon"         | B-Max Racing Team | 5                | 9              | 202            | 2;5    |

## Circuitos
| Circuitos       | Etapas | Anos                       |
| --------------- | ------ | -------------------------- |
| Fuji            | 16     | 2015–Hoje                  |
| Suzuka          | 9      | 2015–Hoje                  |
| Motegi          | 9      | 2015–Hoje                  |
| Sportsland Sugo | 7      | 2015–2019, 2021–Hoje       |
| Autopolis       | 5      | 2015, 2017–2019, 2022–Hoje |
| Okayama         | 5      | 2015–2019                  |